# Gressoney-La-Trinité
Gressoney-La-Trinité é uma comuna italiana da região do Vale de Aosta com cerca de 296 habitantes. Estende-se por uma área de 65 km², tendo uma densidade populacional de 5 hab/km². Faz fronteira com Alagna Valsesia (VC), Ayas, Gressoney-Saint-Jean, Riva Valdobbia (VC), Zermatt (CH-VS).

## Demografia
| Variação demográfica do município entre 1861 e 2011                               |
|                                                                                   |
| Fonte: Istituto Nazionale di Statistica (ISTAT) - Elaboração gráfica da Wikipedia |